# Bélhez kapcsolódó limfoid szövet
Az emésztőrendszer immunrendszerét gyakran GALT (gut-associated lymphoid tissue) néven említik, ami magyarul bélhez kapcsolódó limfoid szövet.
A GALT a nyálkahártyához kapcsolódó limfoid szövet (MALT) egyik megnyilvánulása.

## Funkció
Az immunrendszer kb. 70%-ban az emésztőrendszerben található. A GALT-ot több limfoid szövettípus alkotja, melyek termelik és tárolják azokat az immunsejteket, amelyek megtámadják a kórokozókat.
A legújabb kutatások szerint a GALT akkor is jelentős szerepet játszik a HIV szaporodásában, amikor a gyógyszeres kezelés hatására a vérben már lecsökkent a vírusok száma.

## Komponensek
A bél nyirokszövetét a következő képletek alkotják:
- mandulák (Waldeyer-gyűrű)
- Adenoidok (garatmandulák)
- Peyer-plakkok
- Limfoid csoportosulások a féregnyúlványban és a vastagbélben.
- Limfoid szövet a gyomorban.
- Kisebb limfoid csoportosulások a nyelőcsőben
- diffúzan előforduló nyirok- és plazmasejtek a bél lamina propria rétegében.

## Képek

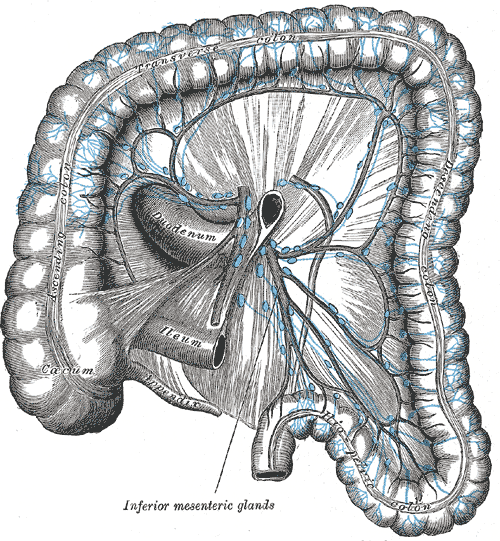
a vastagbél nyirokszervei
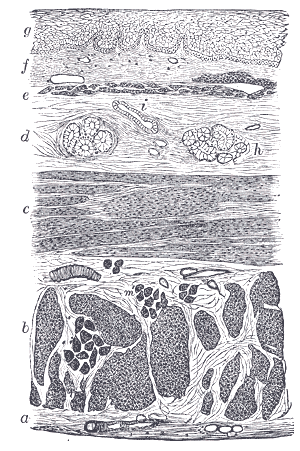
a nyelőcső keresztmetszete
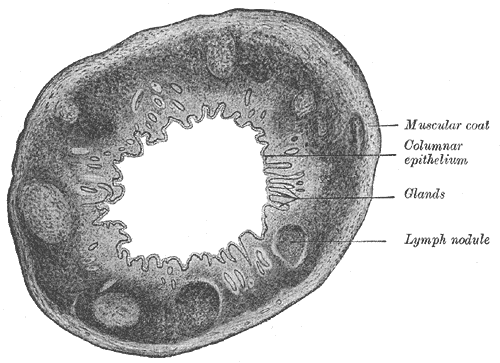
féregnyúlvány keresztmetszete  (20X).
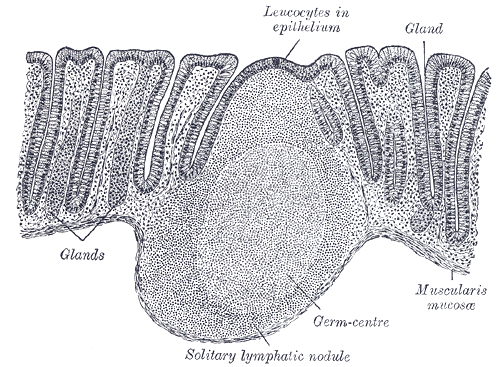
a végbél nyálkahártyája  (60X).